# Moldvai-mezőség
A Moldvai-mezőség (Câmpia Moldovei) Moldva egyik tájegysége a Suceavai-dombvidék és a Prut folyó között, egészen Iașiig nyúlik.

## Földrajza
A Moldvai-mezőség süllyedék terület, amely szelid halomvidékké alakult át. Helyenként több kilométer széles folyóvölgyei teraszosan formálódtak; a dombvonulatokat suvadások csipkézik, emelkedői között termékeny síkságok húzódnak.
A Moldvai-mezőség, mely az Alsó- és Felső-Jijia medencét foglalja magába az ország egyik legfontosabb gabonatermő területe.

## Leírása
A Moldvai-mezőség lakói az úgynevezett csángó magyarok akik az Aranyos-Beszterce torkolatvidékén, az úgynevezett Szeretterén vagy Mezőségen Bákó (Băcau) városa közelében élők (kb. 30 falu), melyeket a kutatás, egy részük erős székelyes jellegét megállapítva, déli csángók néven tart számon.

## Nevezetesebb településeik
- Bákó
- Bogdánfalva
- Forrófalva
- Gajcsána
- Klézse
- Lészped
- Lujzikalagor
- Trunk